# Literaturjahr 1984
Liste der Literaturjahre

◄◄ | ◄ | 1980 | 1981 | 1982 | 1983 | Literaturjahr 1984 | 1985 | 1986 | 1987 | 1988 | ► | ►►

Weitere Ereignisse

## Ereignisse

### Literaturpreise

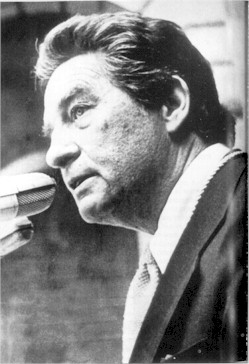
Octavio Paz

- Literaturnobelpreis: Jaroslav Seifert[1]

- Nebula Award

- William Gibson, Neuromancer, Neuromancer, Kategorie: Bester Roman
- John Varley, PRESS ENTER[], Terminal auch: Eingang drücken auch: Drücke Enter, Kategorie: Bester Kurzroman
- Octavia E. Butler, Bloodchild, Blutsbrut auch: Blutsbande, Kategorie: Beste Erzählung
- Gardner Dozois, Morning Child, Morgenkind, Kategorie: Beste Kurzgeschichte

- Hugo Award

- David Brin, Startide Rising, Sternenflut, Kategorie: Bester Roman
- Timothy Zahn, Cascade Point, Kategorie: Bester Kurzroman
- Greg Bear, Blood Music, Die Musik des Blutes auch: Musik des Blutes auch: Blut-Musik, Kategorie: Beste Erzählung
- Octavia E. Butler, Speech Sounds, Der süße Klang des Wortes, Kategorie: Beste Kurzgeschichte

- Locus Award

- David Brin, Startide Rising, Sternenflut, Kategorie: Bester SF-Roman
- Marion Zimmer Bradley, The Mists of Avalon, Die Nebel von Avalon, Kategorie: Bester Fantasy-Roman
- R. A. MacAvoy, Tea with the Black Dragon, Stelldichein beim schwarzen Drachen, Kategorie: Bester Erstlingsroman
- Michael Bishop, Her Habiline Husband, Kategorie: Bester Kurzroman
- George R. R. Martin, The Monkey Treatment, Kategorie: Beste Erzählung
- James Tiptree, Jr., Beyond the Dead Reef, Kategorie: Beste Kurzgeschichte
- Roger Zelazny, Unicorn Variations, Kategorie: Beste Sammlung
- Terry Carr, The Best Science Fiction of the Year #12, Kategorie: Beste Anthologie

- Kurd-Laßwitz-Preis

- Thomas R. P. Mielke, Das Sakriversum, Kategorie: Bester Roman
- Thomas Ziegler, Die Stimmen der Nacht, Kategorie: Beste Erzählung
- Herbert W. Franke, Atem der Sonne, Kategorie: Beste Kurzgeschichte
- Brian Aldiss, Helliconia Frühling, Kategorie: Bestes ausländisches Werk
- Horst Pukallus, Kategorie: Bester Übersetzer
- Heinrich Wimmer, (Corian Verlag) für besonderen verlegerischen Mut, Sonderpreis

- Philip K. Dick Award

- William Gibson, Neuromancer, Neuromancer

- Booker Prize: Anita Brookner, Hotel du Lac[2]
- Friedenspreis des deutschen Buchhandels: Octavio Paz
- Ingeborg-Bachmann-Preis: Erika Pedretti, Das Modell und sein Maler
- Marie Luise Kaschnitz-Preis: Ilse Aichinger
- Prix Goncourt: Marguerite Duras, L'Amant
- Pulitzer Prize for Drama: David Mamet, Glengarry Glen Ross
- Pulitzer Prize for Fiction: William J. Kennedy – Ironweed
- Pulitzer Prize for Poetry: Mary Oliver – American Primitive
- Arthur Ellis Award: Eric Wright, The Night the Gods Smiled
- Floyd S. Chalmers Award in Ontario History: Donald H. Akenson, The Irish in Ontario
- Toronto Book Awards: Eric Wright, The Night the Gods Smiled
- Dagger Award: Eric Wright, The Night the Gods Smiled
- Premio Nadal: Mary Oliver, American Primitive
- Georg-Brandes-Preis: Poul Behrendt
- Søren-Gyldendal-Preis: Thomas Bredsdorff
- Kritikerprisen (Dänemark): Henrik Nordbrandt, 84 digte
- Weekendavisens litteraturpris: Poul Behrendt, Bissen og dullen
- Kritikerprisen (Norwegen): Jan Kjærstad, Homo Falsus

## Neuerscheinungen
Belletristik
- Der Aufbruch zu den Sternen – Isaac Asimov
- Der Bürgermeister von Furnes – Georges Simenon
- Der Erlöser vom Mars – Philip José Farmer
- Flauberts Papagei – Julian Barnes
- Heretics of Dune – Frank Herbert
- Herzlich willkommen – Walter Kempowski
- Die Hexen von Eastwick – John Updike
- The House on Mango Street – Sandra Cisneros
- Die Jagd auf Roter Oktober – Tom Clancy
- Der Liebhaber – Marguerite Duras
- Moise und die Welt der Vernunft – Tennessee Williams
- Money: A Suicide Note – Martin Amis
- Neuromancer – William Gibson
- Pallmann – Hans Blickensdörfer
- Petruschkas Lackschuhe (OA) – Vita Andersen
- Random Hearts – Warren Adler
- Rituale – Cees Nooteboom
- Der Schatten des Folterers – Gene Wolfe
- Die Schrecken des Eises und der Finsternis – Christoph Ransmayr
- Der Sizilianer – Mario Puzo
- Sophiechen und der Riese – Roald Dahl
- Der Talisman – Stephen King, Peter Straub
- Thinner – Richard Bachman (Pseudonym Stephen Kings)
- Totenklage – Werner Helwig
- Der unbekannte Großvater – Günter Görlich
- Die unerträgliche Leichtigkeit des Seins – Milan Kundera
- Das vierte Protokoll – Frederick Forsyth
- Die Welle – Morton Rhue
- Der Wind des Bösen (u.d.T. Karo Drei) – Tony Hillerman
- Zeichen des Unheils – Wassil Bykau

Drama
- Der Theatermacher – Thomas Bernhard

Lyrik
- Hunderttausend Milliarden Gedichte – Raymond Queneau (dt. von Ludwig Harig)

Kinder- und Jugendliteratur
- Katie Morag Delivers the Mail – Mairi Hedderwick
- Neues von der Katze mit Hut – Desi und Simon Ruge

Sachliteratur
- Das Deutsche als Männersprache – Luise F. Pusch
- Was ist Aufklärung? – Michel Foucault

## Geboren
- 29. Februar: Benedict Wells, deutsch-schweizerischer Schriftsteller
- 11. März: Simon Sailer, österreichischer Schriftsteller
- 15. April: Katharina Köller, österreichische Autorin, Schauspielerin und Theatermacherin
- 18. Juni: Andrus Kasemaa, estnischer Dichter und Schriftsteller
- 21. Juni: Theresa Hannig, deutsche Schriftstellerin
- 03. Juli: Ljubko Deresch, ukrainischer Schriftsteller
- 11. Juli: Marie Lu, sino-amerikanische Schriftstellerin
- 14. November: Olga Grjasnowa, deutsch-aserbaidschanische Schriftstellerin

### Genaues Datum unbekannt
- Rasha Abbas, syrische Schriftstellerin und Journalistin
- Ibrahim Amir, deutschsprachiger Autor und Dramatiker kurdisch-syrischer Herkunft
- Alina Herbing, deutsche Schriftstellerin
- Matthias Jügler, deutscher Schriftsteller
- Maren Kames, deutsche Schriftstellerin, Lyrikerin und Übersetzerin
- Meena Kandasamy, indische Schriftstellerin, Übersetzerin und Aktivistin
- Lukas Linder, Schweizer Dramatiker und Prosaautor
- Anaïs Meier, Schweizer Schriftstellerin
- Bijan Moini, deutscher Jurist und Schriftsteller
- Nihat Özdal, türkischer Lyriker
- Josephine Rowe, australische Schriftstellerin
- Philipp Stadelmaier, deutscher Filmkritiker, Filmwissenschaftler, Essayist und Dramatiker
- Senthuran Varatharajah, deutscher Schriftsteller tamilischer Herkunft
- Claire Vaye Watkins, US-amerikanische Schriftstellerin

## Gestorben

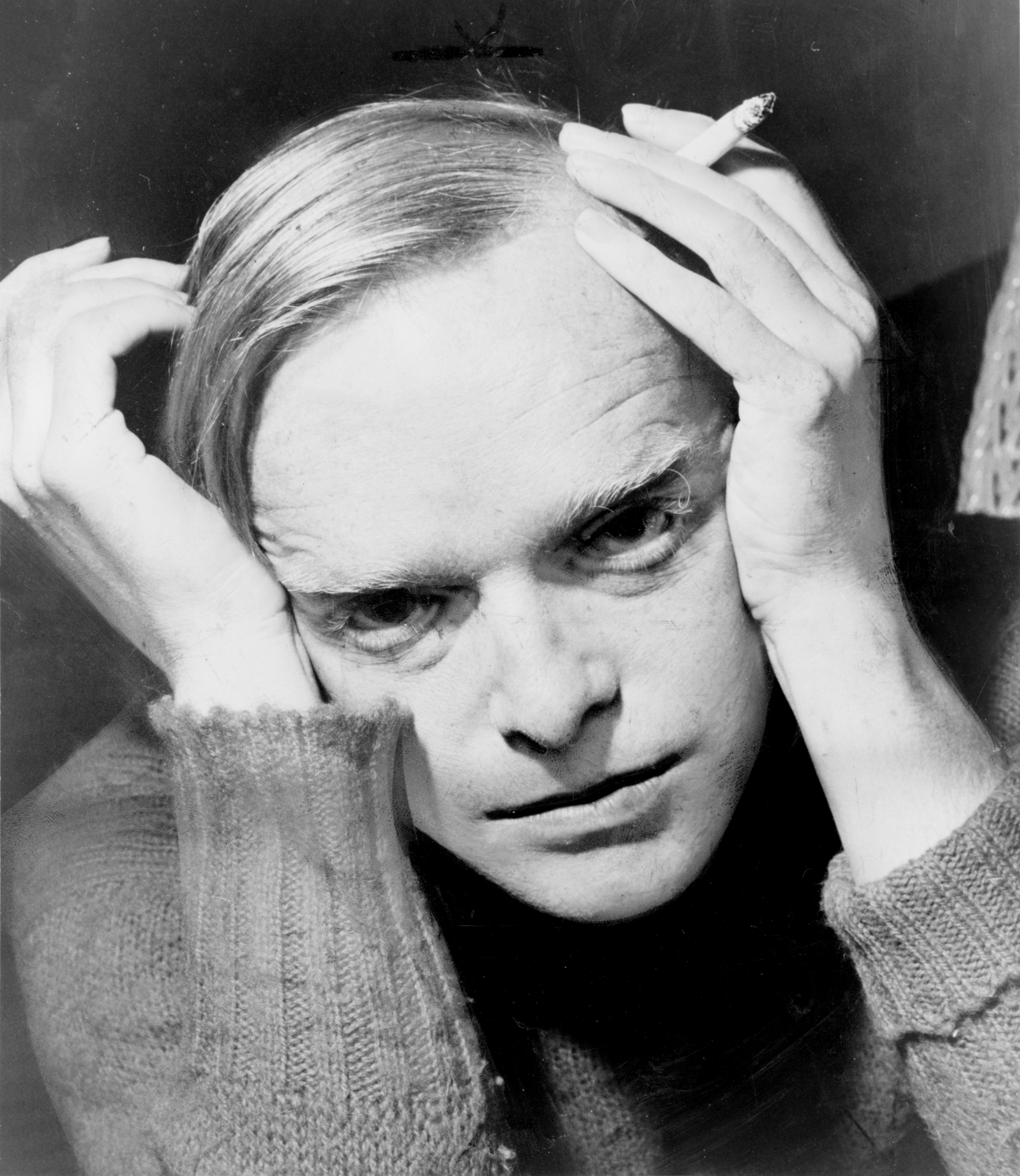
Truman Capote, 1959

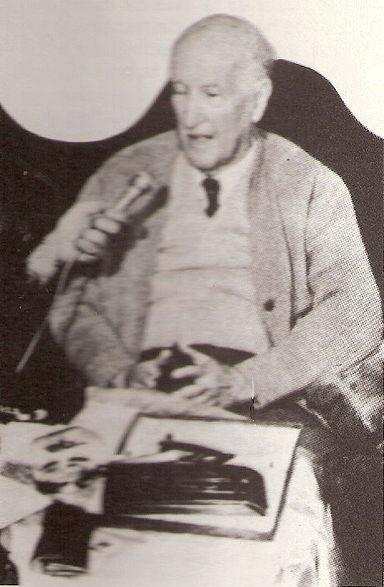
Vicente Aleixandre

- 01. Januar: Paula Grogger, österreichische Schriftstellerin (* 1892)
- 02. Januar: Klaus Mehnert, Publizist und Hochschullehrer (* 1906)
- 05. Januar: Giuseppe Fava, italienischer Schriftsteller und Dramatiker (* 1925)
- 29. Januar: Edzard Schaper, deutscher Schriftsteller und Übersetzer (* 1908)
- 30. Januar: Walter A. Berendsohn, deutscher Literaturwissenschaftler (* 1884)
- 05. Februar: Manès Sperber, österreichisch-französischer Schriftsteller, Sozialpsychologe und Philosoph (* 1905)
- 06. Februar: Jorge Guillén, spanischer Dichter (* 1893)
- 16. Februar: Charles Oulmont, französischer Schriftsteller (* 1883)
- 21. Februar: Michail A. Scholochow, sowjetischer Schriftsteller (* 1905)
- 23. Februar: Uwe Johnson, deutscher Schriftsteller (* 1934)
- 12. März: Heinz Oskar Wuttig, deutscher Schriftsteller und Drehbuchautor (* 1907)
- 14. März: Hovhannes Schiraz, armenischer Dichter (* 1915)
- 24. März: William Voltz, deutscher Schriftsteller (* 1938)
- 15. April: Alexander Trocchi, schottischer Schriftsteller (* 1925)
- 21. April: Marcel Janco, rumänischer Künstler und Schriftsteller (* 1895)
- 21. April: Manuel Mujica Láinez, argentinischer Schriftsteller und Journalist (* 1910)
- 16. Mai: Irwin Shaw, US-amerikanischer Schriftsteller (* 1913)
- 19. Mai: John Betjeman, britischer Dichter, Publizist und Journalist (* 1906)
- 30. Juni: Lillian Hellman, US-amerikanische Dramatikerin und Schriftstellerin (* 1905)
- 02. Juli: Bedřich Fučík, tschechischer Literaturkritiker, Editor und Übersetzer (* 1900)
- 08. Juli: Franz Fühmann, deutscher Schriftsteller (* 1922)
- 03. August: Wladimir Fjodorowitsch Tendrjakow, russischer Schriftsteller (* 1923)
- 08. August: Walter Tevis, US-amerikanischer Schriftsteller (* 1928)
- 14. August: John Boynton Priestley, britischer Schriftsteller (* 1894)
- 25. August: Truman Capote, US-amerikanischer Schriftsteller (* 1924)
- 25. August: Rudolf Harms, deutscher Schriftsteller (* 1901)
- 26. August: Hans Tügel, deutscher Schauspieler, Regisseur, Hörspielsprecher und Autor (* 1894)
- 02. September: Amir Gilboa, israelischer Poet (* 1917)
- 03. September: Jan Zábrana, tschechischer Schriftsteller, Dichter und Übersetzer (* 1931)
- 07. September: Liam O’Flaherty, irischer Schriftsteller (* 1896)
- 19. September: Josef Maria Camenzind, Schweizer katholischer Geistlicher und Schriftsteller (* 1904)
- 30. September: Helen Dore Boylston, US-amerikanische Schriftstellerin (* 1895)
- 05. Oktober: Hugo Kükelhaus, deutscher Schriftsteller, Pädagoge, Philosoph und Künstler (* 1900)
- 10. Oktober: Rudolf Adolph, deutscher Schriftsteller (* 1900)
- 19. Oktober: Henri Michaux, französischer Schriftsteller und Maler (* 1899)
- 31. Oktober: Eduardo De Filippo, italienischer Schauspieler und Theaterautor (* 1900)
- 10. November: Xavier Herbert, australischer Schriftsteller (* 1901)
- 13. November: Chester Himes, US-amerikanischer Schriftsteller (* 1909)
- 16. November: Paul Pörtner, deutscher Schriftsteller (* 1925)
- 18. November: Monika Sperr, deutsche Schriftstellerin (* 1941)
- 20. November: Faiz Ahmed Faiz, Urdu-Dichter (* 1911)
- 05. Dezember: Wiktor Borissowitsch Schklowski, russischer Schriftsteller (* 1893)
- 14. Dezember: Vicente Aleixandre, spanischer Lyriker und Nobelpreisträger 1977 (* 1898)
- 23. Dezember: Joan Lindsay, australische Schriftstellerin (* 1896)